# 1952年逝世人物列表
1952年逝世人物列表：1月 - 2月 - 3月 - 4月 - 5月 - 6月 - 7月 - 8月 - 9月 - 10月 - 11月 - 12月
下面是1952年逝世的知名人士列表。

## 1月

### 1日
- 亨利·阿爾伯特·哈特曼，法國外科醫生

### 4日
- 康斯坦特·佩爾梅克，比利時畫家

### 5日
- 赫裡斯托·塔塔爾切夫，保加利亞革命者

### 8日
- 安東尼婭·莫里，美國天文學家

### 11日
- 斯坦尼斯瓦夫·斯滕波夫斯基，波蘭政治家
- 讓·德·拉特爾·德·塔西尼，法國將軍，追授法國元帥

### 18日
- 柯利·霍華德，美國演員和喜劇演員（三個臭皮匠）

### 19日
- 奧地利的馬克西米利安·歐根大公

### 25日
- 斯温·布扬松，冰島第一任總統
- 弗朗索瓦·加涅潘，法國植物學家
- 波莉·莫蘭，美國女演員

### 26日
- 霍洛吉因·喬巴山，蒙古人民共和國元帥，蒙古人民共和國總理

### 27日
- 范妮·沃德，美國女演員

### 28日
- 湯瑪斯·希克斯，美國跑步者
- 尼古拉·康斯坦丁·巴扎里亞，奧斯曼帝國政治家，羅馬尼亞作家

## 2月

### 2日
- 查理斯·德·羅什福爾，法國演員

### 3日
- 哈罗德·L·伊克斯，美國內政部長

### 6日
- 英國國王喬治六世

### 7日
- 菲力浦·愛潑斯坦，美國編劇

### 11日
- 馬蒂亞·莫爾科，南斯拉夫學者

### 14日
- 莫莉·馬龍，美國女演員
- 約翰·希恩，美國演員

### 17日
- 埃德維格·卡爾博尼，義大利羅馬天主教平信徒，神秘主義者和受人尊敬的

### 18日
- 恩里克·賈迪爾·龐塞拉，西班牙劇作家和小說家

### 19日
- 勞倫斯·格蘭特，英國演員
- 克努特·哈姆松，挪威作家，諾貝爾獎獲得者

### 20日
- 卡洛斯·胡里奧·阿羅塞梅納·托拉，厄瓜多第28任總統

### 21日
- 法蘭西斯·澤維爾·福特，美國羅馬天主教主教、傳教士、上帝的僕人和牧師

### 26日
- 西奧多羅斯·潘加洛斯，希臘將軍和政治家、獨裁者和希臘總統
- 約瑟夫·托拉克，奧地利出生的德國雕塑家

### 28日
- 艾伯特·福斯特，德國政治人物，納粹黨員，但泽-西普鲁士帝国大区長官。在波蘭以戰爭罪和危害人類罪受審，被判處死刑。

## 3月

### 1日
- 久米正雄，日本劇作家、小說家和詩人
- 格雷戈里·拉卡瓦，美國電影導演

### 5日
- 查理斯·謝林頓，英國生理學家，諾貝爾獎獲得者

### 7日
- 帕拉宏撒·尤迦南達，印度大師

### 9日
- 亚历山德拉·柯伦泰，俄國革命者

### 12日
- 休·赫伯特，美國演員和喜劇演員

### 13日
- 武氏六，越南女學生

### 18日
- 伊薩克·馬澤帕，蘇聯政治家

### 19日
- 羅伯特·蓋蘭，法國行政長官，國際足聯第一任主席

### 21日
- 安德裡斯·揚·彼特斯，荷蘭罪犯

### 22日
- 大衛·哈里森·梅肯，美國音樂家
- 斯蒂芬·森纳那亚克，錫蘭第一任總理

### 26日
- J.P.麥高恩，澳大利亞演員兼導演

### 30日
- 吉格梅·旺楚克，不丹國王

### 31日
- 沃爾特·謝倫伯格，德國納粹情報官員
- 羅蘭·韋斯特，美國電影導演
- 華萊士·懷特，緬因州聯邦參議員

## 4月

### 1日
- 費倫茨·莫爾納爾，匈牙利小說家和戲劇家

### 2日
- 胡里奧·恩里克·莫雷諾，厄瓜多代理總統

### 3日
- 米娜·西蘭帕，芬蘭政治家

### 5日
- 查理斯·科萊特，英國首席機械工程師（大西部鐵路）
- 約翰·蒂利，英國外交官

### 8日
- 塔德烏什·埃斯特雷徹，波蘭低溫學先驅

### 15日
- 布魯諾·巴里利，義大利演員和作曲家
- 维克托·切尔诺夫，俄國革命家，俄國社會革命黨領導人

### 21日
- 萊斯利·班克斯，英國演員
- 斯塔福·克里普斯，英國工黨政治家，前財政大臣

### 27日
- 圭多·卡斯泰爾諾沃，義大利數學家

### 29日
- 曼努埃尔·波特拉·巴利亚达雷斯，西班牙政治人物

## 5月

### 2日
- 馬特羅娜·尼科諾娃，蘇聯東正教修女和聖人

### 5日
- 阿爾貝托·薩維尼奧，義大利作家

### 6日
- 瑪麗亞·蒙特梭利，義大利教育家

### 7日
- 胡安·保蒂斯塔·佩雷斯，委內瑞拉律師、地方法官和政治家，委內瑞拉第43任總統

### 8日
- 威廉·福克斯，奧匈帝國出生的電影製片人

### 9日
- 坎納達·李，美國演員

### 10日
- 克拉克·L·赫爾，美國心理學家

### 11日
- 喬瓦尼·特巴爾迪尼，義大利作曲家

### 15日
- 阿爾伯特·巴瑟曼，德國演員
- 伊塔洛·蒙特梅齊，義大利作曲家

### 21日
- 約翰·加菲爾德，美國演員

### 22日
- 彼得·埃爾馬科夫，俄羅斯布爾什維克領袖

### 23日
- 喬治·舒曼，德國作曲家

## 6月

### 1日
- 约翰·杜威，美國哲學家
- 瑪律科姆·聖克雷爾，美國電影製片人

### 8日
- 謝爾蓋·梅爾庫羅夫，蘇聯雕塑家

### 9日
- 路易吉·普钱蒂，義大利物理學家

### 10日
- 希爾達·洪格爾，芬蘭建築師
- 弗朗西斯·西奧多拉·帕森斯，美國博物學家

### 12日
- 邁克爾·馮·福爾哈伯，德國慕尼克紅衣主教[1]

### 13日
- 艾瑪·伊姆斯，美國女高音

### 14日
- 費利克斯·卡隆德，瑞士政治家，瑞士聯邦第36任總統

### 15日
- 克里斯蒂娜·斯卡贝克，二戰期間出生於波蘭的英國國有企業特工

### 17日
- 傑克·帕森斯，美國火箭工程師

### 21日
- 沃普·梅，加拿大第一次世界大戰飛行員ref>Wop May （页面存档备份，存于）</ref>

### 24日
- 乔治·皮尔斯，澳大利亞政治家

### 26日
- 西奧多·貝克爾，德國演員

### 27日
- 埃爾莫·林肯，美國演員

### 30日
- 歐亨尼奧·德·利戈羅，義大利演員兼導演

## 7月

### 3日
- 卡尔·坦泽勒，德國出生的放射技師

### 4日
- 沃爾特·朗，美國演員

### 5日
- 艾莉森·斯基普沃斯，英國女演員

### 10日
- 鲁兹·朗高，丹麥作曲家和管風琴家

### 21日
- 佩德羅·拉斯庫賴因，墨西哥外交官，墨西哥第34任總統[2]

### 26日
- 愛德華·埃勒斯，美國演員
- 伊娃·裴隆，阿根廷政治領袖，胡安·裴隆總統的第一夫人和掌權夥伴

### 31日
- 瓦爾德瑪·邦塞爾斯，德國作家
- 菱刈隆，日本將軍

## 8月

### 2日
- J·法瑞爾·麥克唐納，美國演員兼導演

### 5日
- 薩梅拉·穆薩，埃及核科學家

### 6日
- 貝蒂·艾倫，澳大利亞統計學家和生物統計學家
- 弗朗西斯·佩格马加博，加拿大軍官

### 12日
- 佩雷茨·瑪律基什，蘇聯出生的以色列詩人

### 18日
- 阿爾貝托·烏爾塔多，智利耶穌會神父和聖人
- 拉爾夫·伯德，美國演員

### 22日
- 平沼騏一郎，日本政治家，日本第24任首相

### 29日
- 尤夫拉西亞·埃魯瓦辛加，印度加爾默羅修女和聖人
- 安東·皮耶希，奧地利律師，費迪南德·保時捷的女婿

## 9月

### 6日
- 何塞·維森特·德·弗雷塔斯，葡萄牙軍官和政治家，葡萄牙第98任總理
- 格特鲁德·劳伦斯，英國女演員

### 9日
- 喬納斯·英格拉姆，美國海軍上將

### 16日
- 雨果·勞德塞普，愛沙尼亞劇作家

### 22日
- 卡洛·尤霍·斯托尔贝里，芬蘭法學家和學者，芬蘭第一任總統[3]

### 26日
- 乔治·桑塔亚那，西班牙作家

### 30日
- 第二代阿斯特子爵華爾道夫·阿斯特，美國商人和政治家

## 10月

### 4日
- 基思·默多克，澳大利亞記者
- 西尔维娅·毕奇，美國出版商[4]

### 8日
- 阿圖羅·羅森，阿根廷軍官和政治家，阿根廷第26任總統

### 11日
- 傑克·康威，美國電影製片人兼導演

### 19日
- 爱德华·柯蒂斯，美國攝影師、民族學家和電影導演
- 恩斯特·斯特裡魯維茨，奧地利商人和政治家，奧地利第六任總理

### 20日
- 巴茲爾·拉德福德，英國演員

### 21日
- 萊昂納多·魯伊斯·皮內達，委內瑞拉律師和政治家
- 胡安·亞圭，西班牙將軍

### 22日
- 恩斯特·呂丁，瑞士精神病學家、遺傳學家和優生學家

### 23日
- 蘇珊·彼得斯，美國女演員

### 25日
- 謝爾蓋·博爾特凱維奇，蘇聯浪漫主義作曲家和鋼琴家

### 26日
- 哈蒂·麦克丹尼尔，美國女演員
- 默特爾·麥卡特爾，美國網球運動員

### 28日
- 比利·休斯，澳大利亞政治家，澳大利亞第7任總理

## 11月

### 1日
- 迪克西·李，美國歌手

### 2日
- 穆罕默德·埃薩特·布爾卡特，奧斯曼帝國將軍
- 亨利·愛德華茲，英國演員

### 3日
- 路易斯·韋爾訥伊，法國劇作家和編劇

### 8日
- 哈洛德·英尼斯，加拿大傳播學者

### 9日
- 哈伊姆·魏茨曼，猶太生物化學家、猶太復國主義領袖和以色列政治家，以色列第一任總統

### 15日
- 瓦西裡·克雷切夫斯基，烏克蘭畫家
- 文森特·斯科托，法國作曲家

### 18日
- 保羅·埃呂亞，法國詩人

### 20日
- 贝内德托·克罗齐，義大利評論家、哲學家和政治家

### 21日
- 亨麗埃特·羅蘭·霍爾斯特，荷蘭詩人和社會主義者

### 22日
- 奧托·迪翠希，納粹黨衛軍將軍

### 25日
- 安東尼奧·瓜涅里，義大利指揮家

### 26日
- 斯文·赫定，瑞典探險家、地理學家和地緣政治家

### 28日
- 蒙特內哥羅的埃萊娜，義大利女王，维托里奥·埃马努埃莱三世的配偶

### 29日
- 弗拉基米爾·伊帕季耶夫，蘇聯化學家

## 12月

### 1日
- 维托里奥·埃曼努尔·奥兰多，義大利政治家，義大利第23任總理
- Ellen McLain，Valve 的配音演員。

### 3日
- 弗拉基米尔·克莱门蒂斯，捷克斯洛伐克部長、政治家、公關人員、文學評論家和作家

### 4日
- 朱塞佩·安東尼奧·博爾赫斯，義大利作家和記者
- 凱倫·霍尼，德國精神分析學家

### 8日
- 查理·萊托勒，英國商船軍官，泰坦尼克號二副

### 12日
- 比利·庫克，美國罪犯
- 貝德里希·赫羅茲尼，捷克東方學家和語言學家

### 14日
- 特謝拉·德·帕斯科埃斯，葡萄牙詩人，諾貝爾文學獎獲得者
- 法尔泰因·瓦伦，挪威作曲家

### 18日
- 加里梅拉·薩蒂亞納拉亞納，印度詩人
- 恩斯特·斯特羅默，德國古生物學家

### 25日
- 貝納迪諾·莫利納里，義大利指揮家
- 赫爾曼·索格爾，德國建築師

### 27日
- 亨利·温克尔曼，荷兰将军，二战荷兰军总司令。

### 28日
- 卡洛·阿戈斯托尼，義大利羅馬天主教主教和牧師
- 亞歷山德琳，丹麥克利斯蒂安十世的王后

### 29日
- 弗萊徹·亨德森，美國音樂家